# Операция «Тушёнка»
«Операция „Тушёнка“» (фр. L’Opération Corned-Beef) — французская кинокомедия режиссёра Жана-Мари Пуаре 1991 года с Жаном Рено и Кристианом Клавье в главных ролях. Фильм стал первой лентой с классическим комическим дуэтом Клавье — Рено.

## Сюжет

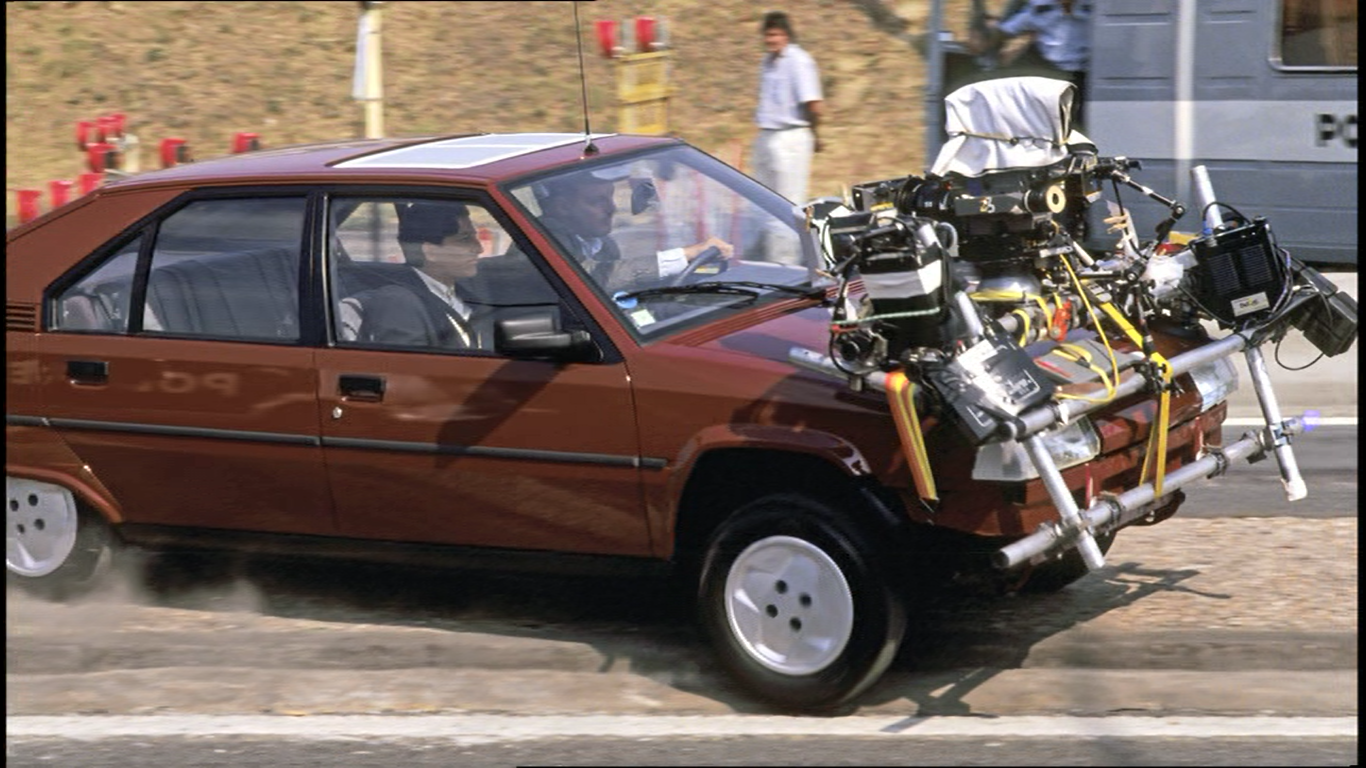

Капитан французской разведки Филипп Бульер должен пресечь канал поставки оружия из Франции крупному торговцу оружием, ранее бывшему министру внутренних дел Аргентины, полковнику Аугусто Саргасу, который проживает теперь в Колумбии. Для этого в кольцо секретаря австрийского консула, связанного с полковником, устанавливается средство подслушивания. Но секретарь собирается вместе с мужем отметить годовщину их свадьбы, то есть прерывает наблюдения. Для того, чтобы секретарь оставалась на работе, для компрометации мужа к нему в постель «внедряется» девушка-сотрудница спецслужб, которая оказывается девушкой самого капитана.

## В ролях
- Жан Рено — Филипп Бульер «Акула»
- Кристиан Клавье — Жан-Жак Граньянски
- Изабель Рено — Изабель Фурнье
- Валери Лемерсье — Мари-Лоранс Граньянски, секретарь консула
- Жак Франсуа — генерал Масс, руководитель DGSE
- Марк де Йонге — австрийский консул Бургер
- Мирей Руфель — кандидат Моника Гарсия
- Жак Дакмин — генерал Мулан, руководитель DST
- Андре Шмит — полковник Аугусто Саргас
- Жан-Мари Корниль — заместитель генерального секретаря президента Франции Фраман
- Филипп Лоденбак — министр внутренних дел Франции
- Жак Сере — министр обороны Франции
- Раймон Жером — Гийом Шофро, отец Мари-Лоранс
- Дэн Симкович — кандидат Дельфина Гранже